# Colldarnat
Colldarnat, również: Coll d’Arnat, Colldarnart – miejscowość w Hiszpanii, w Katalonii, w prowincji Lleida, w comarce Alt Urgell, w gminie La Vansa i Fórnols.
Według danych INE w 2020 roku zamieszkiwana była przez 1 kobietę. 